# Absidia californica
Absidia californica är en svampart som beskrevs av J.J. Ellis & Hesselt. 1965. Absidia californica ingår i släktet Absidia och familjen Mucoraceae.   Inga underarter finns listade i Catalogue of Life.